# Червенне
Черве́нне, до 1965 года — Мендзычервенне (пол. Czerwienne) — село в Польше в гмине Чарны-Дунаец Новотаргского повета Малопольского воеводства.

## География
Село находится в 13 км от административного центра повета города Новы-Тарг и в 76 км от центра воеводства города Краков.

## История
До 1965 года село имело название Мендзычервенне. 27 ноября 1965 года польский Совет министров переименовал село в Червенне. С 1978 по 1995 года село входило в Новосонченское воеводство.
В 2011 году через село проходила велосипедная трасса «Тур де Полонь 2011».